# William Watson (regista)
William Watson (Montréal, 3 gennaio 1896 – 20 gennaio 1967) è stato un regista e sceneggiatore canadese che cominciò la sua carriera all'epoca del cinema muto usando anche il nome William H. Watson.

## Biografia
Regista di piccole compagnie indipendenti, nella sua lunga carriera, durata dal 1919 fino al 1952, diresse 270 pellicole, firmando 149 sceneggiature o soggetti per il cinema. Nel 1922, girò un film come attore e ne produsse uno, Up in the Air About Mary.
Esordì nel 1919 in una produzione di Mack Sennett con Rip & Stitch: Tailors, che diresse in collaborazione con Malcolm St. Clair.

## Filmografia

### Regista (parziale)
- A Waiter's Wasted Life, co-regia di Jack White (1918)
- Rip & Stitch: Tailors, co-regia Malcolm St. Clair (1919)
- All Jazzed Up (1919)
- Up in Mary's Attic (1920)
- Uneasy Money (1921)
- Leaping Lions and Jailbirds (1921)
- Up in the Air About Mary (1922)
- High Flyers (1922)
- The Rivals (1923)
- The Girl Hater (1924)
- Don't Worry (1925)
- Weak But Willing (1929)
- Three Cheers for Love (1934)
- Just Plain Folks (1936)
- Getting an Eyeful (1938)
- Heroes in Blue (1939)
- And Now Tomorrow (1952)

### Sceneggiatore (parziale)
- All Jazzed Up, regia di William Watson (1919)
- Leaping Lions and Jailbirds, regia di William Watson (1921)
- High Flyers, regia di William Watson (1922)